# 11440 Massironi
11440 Massironi este o planetă minoră (asteroid), cu un diametru de 12,211 km, din Outer Main Belt⁠(d). A fost descoperită pe 30 septembrie 1975 la Observatorul Palomar de Schelte J. Bus și a fost numită după Matteo Massironi⁠(d). 
Obiectul prezintă o orbită caracterizată de o semiaxă mare de 3,4043505 UAi, o excentricitate de 0,07, o înclinație de 9,56024 ° în raport cu ecliptica.